# Téa Leoni
Téa Leoni, właściwie Elizabeth Téa Pantaleoni (ur. 25 lutego 1966 w Nowym Jorku) – amerykańska aktorka i producentka filmowa. Laureatka Nagrody Saturn w kategorii najlepsza aktorka drugoplanowa za rolę Kate Reynolds w komedii romantycznej fantasy Bretta Ratnera Family Man (2000).

## Życiorys

### Wczesne lata
Urodziła się w Nowym Jorku jako córka Emily Ann (z domu Patterson) Pantaleoni, dietetyczki, i Anthony’ego Pantaleoniego, prawnika. Jej rodzina była pochodzenia polskiego, a także miała korzenie włoskie, irlandzkie, niemieckie, angielskie, szkockie i walijskie. Jej babka od strony ojca, Helenka Adamowska, była aktorką kina niemego oraz założycielką i długoletnią prezes amerykańskiego oddziału UNICEF. 
Wychowywała się z bratem Thomasem „Tomem” na nowojorskim Manhattanie i w Englewood w New Jersey. Uczęszczała do dwóch prywatnych szkół, Brearley School na Manhattanie i The Putney School w Putney w Vermont. Rozpoczęła, ale nie ukończyła studiów na wydziale psychologii i antropologii w Sarah Lawrence College w Yonkers.

### Kariera
W 1988 Leoni została obsadzona jako jedna z gwiazd produkcji Aarona Spellinga Aniołków Charliego, zaktualizowanej wersji serialu z lat 70. Aniołki Charliego, ale realizacja nie doszła do skutku. W następnym roku została obsadzona jako Lisa DiNapoli w operze mydlanej NBC Santa Barbara (1989). Następnie wystąpiła w komedii kryminalnej Blake’a Edwardsa Switch: Trudno być kobietą (Switch, 1991) i komediodramacie sportowym Penny Marshall Ich własna liga (A League of Their Own, 1992). Od 13 września 1992 do 2 maja 1993 grała postać w sitcomie Fox Flying Blind z Coreyem Parkerem. W westernie Lawrence’a Kasdana Wyatt Earp (1994) przyjęła rolę twardej prostytutki z pogranicza.
W komedii sensacyjnej Michaela Baya Bad Boys (1995) u boku Willa Smitha i Martina Lawrence’a wcieliła się w postać Julie Mott, kluczowego świadka morderstwa związanego z narkotykami. Od 13 września 1995 do 13 lipca 1998 występowała jako fotografka tabloidów Nora Wilde w sitcomie ABC / NBC Naga prawda (The Naked Truth). Po występie w komedii Davida O. Russella Igraszki z losem (Flirting with Disaster, 1996), zagrała rolę reporterki telewizyjnej Jenny Lerner w dramacie katastroficznym Dzień zagłady (Deep Impact, 1998), za którą była nominowana do nagrody Blockbuster Entertainment i Złotej Maliny dla najgorszej aktorki drugoplanowej. Następnie trafiła do obsady w wysokobudżetowych filmach, jak Park Jurajski 3 (Jurassic Park III, 2001), Dick i Jane: Niezły ubaw (Fun with Dick and Jane, 2005) i Tower Heist: Zemsta cieciów (Tower Heist, 2011). Powróciła do telewizji jako Elizabeth McCord w serialu politycznym CBS Madam Secretary (2014–2019), którego była też producentką.

## Życie osobiste
8 czerwca 1991 zawarła związek małżeński z Neilem Josephem Tardio Juniorem, który zajmował się produkcją reklam. 1 października 1995 rozwiedli się. Po ośmiu tygodniach zalotów, 6 maja 1997 wyszła za mąż za aktora Davida Duchovnego, z którym ma dwoje dzieci – córkę Madelaine West (ur. 24 kwietnia 1999) i syna Kyda Millera (ur. 15 czerwca 2002). W 2008 doszło do separacji, a 
14 czerwca 2014 rozwiedli się. W grudniu 2014 związała się z aktorem Timem Daly, którego poznała na planie serialu Madam Secretary. Po ponad 11 latach związku, w lipcu 2025 zdecydowali się na ślub.
Jest weganką.

## Filmografia
- 1989: Santa Barbara, jako Lisa DiNapoli
- 1991: Switch: Trudno być kobietą (Switch), jako Connie, dziewczyna marzeń
- 1992–1993: Flying Blind, jako Alicia
- 1992: Ich własna liga (A League of Their Own), jako pierwsza bazowa drużyny Racine
- 1994: Fałszywa hrabina (The Counterfeit contessa), jako Gina Leonarda Nardino
- 1994: Wyatt Earp, jako Sally
- 1995–1998: Naga prawda (The Naked Truth), jako Nora Wilde
- 1995: Frasier, jako Sheila
- 1995: Bad Boys, jako Julie Mott
- 1996: Igraszki z losem (Flirting with Disaster), jako Tina Kalb
- 1998: Dzień zagłady (Deep Impact), jako Jenny Lerner
- 1998: There's No Fish Food In Heaven, jako Landeene
- 2000: Family Man (The Family Man), jako Kate Reynolds
- 2000: Z Archiwum X (The X-Files), jako Dana Scully / Tea Leoni
- 2001: Park Jurajski 3 (Jurassic Park III), jako Amanda Kirby
- 2002: Koniec z Hollywood (Hollywood Ending), jako Ellie
- 2002: Ludzie, których znam (People I Know), jako Jilli Hopper
- 2004: Trudne słówka (Spanglish), jako Deborah Clasky
- 2004: Głowa do góry (House of D), jako Katherine Warshaw
- 2005: Dick i Jane: Niezły ubaw (Fun with Dick and Jane), jako Jane Harper
- 2007: Mokra robota (You Kill Me), jako Laurel Pearson
- 2008: Miasto duchów (Ghost Town), jako Gwen
- 2009: Zapach sukcesu (The Smell of Success), jako Rosemary Rose
- 2011: Spring/Fall, jako Margo
- 2011: Tower Heist: Zemsta cieciów (Tower Heist), jako agentka specjalna Claire Denham
- 2014: Madam Secretary, jako Elizabeth McCord